# Хаген (оборонительный рубеж)
«Хаген» — кодовое название немецкого тылового оборонительного рубежа, расположенного на линии от Людиново до Брянска, а затем в направлении на Трубчевск и Севск. Основным назначением рубежа «Хаген» было повышение устойчивости брянско-гомельского участка немецкой обороны и затруднение наступательных действий советских войск во время отхода гитлеровцев с орловского выступа. Рубеж состоял из полевых укреплений в виде нескольких (от 3 до 4-х) линий траншей полного профиля, которые были усилены развитой системой инженерных заграждений; возводился силами военнопленных, строительно-сапёрных частей, батальонов имперской трудовой повинности и группы «Организации Тодта», однако полностью завершить сооружение и оснащение этого рубежа немецким частям так и не удалось.
17-18 августа 1943 года завершая Орловскую операцию советские части Брянского и Центрального фронтов (правое крыло) вышли к оборонительному рубежу «Хаген», но прорвать его с ходу не смогли. Только через месяц после сильного флангового удара советских войск из района Киров—Людиново (см. Брянская операция), противник был вынужден покинуть эту позицию, отходя на рубежи линии «Пантера».